# Hemigymnochaeta roubaudi
Hemigymnochaeta roubaudi är en tvåvingeart som beskrevs av Seguy 1946. Hemigymnochaeta roubaudi ingår i släktet Hemigymnochaeta och familjen spyflugor. Inga underarter finns listade i Catalogue of Life.